# Влахопулос, Алексакис
Алексакис Влахопулос известен и как Алексиос (греч. Αλεξάκης Βλαχόπουλος, Αλέξιος, 1787—1865) — греческий военачальник в годы Освободительной войны Греции 1821—1829 гг., в дальнейшем политик и министр.

## Биография
Родился в епархии Влохос нома Этолия и Акарнания в 1787 году. Имел двух братьев Константина и Димитрия, ставших арматолами. В этом качестве Влахопулос пробыл до 1806 года, когда после гонений Али-паши Тепеленского перебрался на Ионические острова. После того как англичане в ходе наполеоновских войн в 1809 году заняли острова Закинф и Кефалиния, он вступил офицером в греческий корпус, сформированный англичанами. В рядах греческого корпуса принял участие в 1810 году вместе с англичанами в боевых действиях против французского гарнизона острова Левкада и взятии острова. Был посвящён в секретное революционное общество «Филики Этерия» с 1819 года. Оставил британскую армию и отправился к руководству «Филики Этерия» в Константинополь, где вскоре был арестован и оказался в тюрьме. Был спасён благодаря вмешательству британского посла как бывший британский офицер.

## Греческая революция
Революция началась в феврале 1821 года в Придунайских княжествах и перекинулась в конце марта на Пелопоннес и другие греческие земли. Но военачальники Западной Средней Греции во главе с их признанным лидером Георгием Варнакиотисом оставались нерешительными. Отчасти это объяснялось присутствием больших султанских сил в соседнем Эпире, начальными неудачами повстанцев в других регионах и смертью Афанасия Дьяка. После битвы при Гравии, греческой победы при Валтеци и появления греческого флота у города Патры решение было принято.
25 мая 1821 года Варнакиотис поднял знамя восстания в регионе. Столицей региона была крепость Врахори, откуда 600 турецких семей контролировали и терроризировали окружающее крестьянское христианское население. Нигде в Средней Греции османский гнёт не был таким тяжёлым как здесь. Истребление турок Врахори стало первой задачей восставших.
26 мая 1821 года военачальники Влахопулос, Садимас, Макрис, Разикотсикас и Гривас осадили это «осиное гнездо, которое защищали 1500 ружей», многие из которых были албанцами. Осада внесла в гарнизон крепости раздор. Албанцы заключили сепаратный мир и беспрепятственно ушли, оставив турок одних. В результате 10 июня турки сдались.
Согласно одним источникам, турки Врахориона сдались именно Влахопулосу. Согласно другим источникам, турки сдались возглавлявшему повстанцев Варнакиотису. Но Влахопулос, семья которого подвергалась турками пыткам в застенках города Превеза, не был доволен бескровной сдачей. Современный исследователь юрист Ианнис Дионисатос в своей книге «Врахори 11 июня 1821 года» развивает обвинение, которое предъявил Влахопулосу ещё в XIX веке историк Д. Коккинос. Вечером, тайком от других военачальников, Влахопулос приказал своим людям вырезать без шума безоружных сдавшихся осман. Восставшие Греческой революции не выделяли евреев от турок, поскольку первые и до революции и в её ходе, без исключений, выбрали сторону турок. Но по причине ослепления и умерщвления евреями несколькими днями ранее православного священника Врахори Алексиса Диматаса, люди Влахопулоса в особенности не щадили именно евреев, напоминая им при этом поругание тела повешенного патриарха Григория. Резня была остановлена другими военачальниками. Из 5 тысяч османского населения города в ходе военных действий и резни погибли 3 тысячи (включая 200 евреев). Варнакиотис отвёл 300 пленных с их семьями в Астакос. Влахопулос обменял 5 знатных османских семей на свою семью. Сотни других пленных были оставлены прислуживать своим бывшим батракам. До сентября 1822 года пленные получили возможность уйти в Албанию или были обменены на греческих пленных.
После этого восставшие направились к городу Запанти, жители которого считались самыми храбрыми среди осман в Средней Греции. Турки не оставили городок и приняли бой во главе с Зульфигар-агой. В ходе рукопашного боя Влахопулос собственноручно убил Зульфигара, после чего 18 июня турки сдались.
В 1822 году Влахопулос принял участие в провалившейся экспедиции Александра Маврокордато в Эпир. В ходе экспедиции Влахопулос был участником двух сражений, где повстанцы потерпели поражение при сражении около Плака 29 июня и битве при Пета 4 июля. Перед боем при Пета Влахопулос дал совет Пьетро Тарелле строить бастионы и получил от последнего ответ: «Наши груди — наши бастионы».
В 1822 году Влахопулос получил звание тысячника. Но после того, как Маркос Боцарис получил звание генерала, Влахопулос был в числе 11 «обиженных» военачальников Западной Средней Греции, которым временное правительство было вынуждено также присвоить звание генерала.
Влахопулос принял участие в обороне Месолонгиона 1822 года и 1825-26 годов.

## Политическая карьера
Влахопулос представлял епархии Влохос и Врахори на Конгрессе Западной Средней Греции в 1821 году. В 1822 был назначен одним из трёх "генеральных управляющих комиссаров Западной Средней Греции" и в 1823 году военным министром.
Влахопулос был надёжным человеком Маврокордато в его политических интригах и стал членом судебной комиссии, подготовившей обвинение против Георгиоса Караискакиса в 1824 году.
В 1827 году он был назначен генеральным инспектором армии в Средней Греции.
По прибытии в Нафплион Иоанна Каподистрии в 1828 году Влахопулос, будучи в качестве «военного секретаря», так описал положение дел: «У нас нет армии, нет боеприпасов, поскольку Нафплион и база флота находятся в руках Гриваса. Следовательно, мне нечего сказать Вашему сиятельству по вопросам, касающимся министерства, которое я возглавляю».
После административной реформы Каподистрии он в 1828—29 годах служил генеральным комиссаром в Аркадии.
При установлении монархии баварца Оттона Влахопулос в ходе военной реформы 1833 года стал членом экзаменационной комиссии ветеранов.
С 19 августа 1841 года до сентября 1843 года (Восстание 3 сентября) был военным министром. 2 сентября Влахопулос в качестве военного министра успокаивал короля, что революционеры находятся в ловушке. 3 сентября, когда был окружён королевский дворец, Влахопулос был послан королём на переговоры с восставшими, но был арестован ими и заключён в тюрьму.
В 1853 году Влахопулос, будучи в звании генерал-майора, был членом трибунала, приговорившего Иоанниса Макриянниса к смерти.
В 1854 году Влахопулос принял участие в военных действиях против турок в Фессалии (Греция в годы Крымской войны), но без особых отличий.
Умер генерал-майор Александрос Влахопулос в 1865 году.